# Titi Me Preguntó
Titi Me Preguntó és una de les cançons que formen part de l'àlbum Un Verano Sin Ti del cantant i raper porto-riqueny Bad Bunny. El dia 1 de juny del 2022, Bad Bunny va publicar el videoclip oficial de la cançó al seu canal de YouTube. "Titi Me Preguntó" va ser la cinquena cançó més escoltada de l'any a Spotify a nivell mundial.

## Premis i reconeixements
"Titi Me Preguntó" va guanyar dos Latin Grammys, a les categories de "Millor fusió/interpretació urbana" i "Millor cançó urbana". La revista Rolling Stone va qualificar "Titi Me Preguntó" com la millor cançó del 2022. La revista TIME també va considerar aquesta cançó la millor del 2022.

## Referència
1. ↑  «Bad Bunny - Tití Me Preguntó (Video Oficial) | Un Verano Sin Ti». [Consulta: 6 desembre 2022].
2. ↑  «https://twitter.com/accessbadbunny/status/1597960293707296769». [Consulta: 6 desembre 2022].
3. ↑  «Guanyadors dels Latin Grammy 2022: aquests són tots els artistes premiats», 18-11-2022. [Consulta: 6 desembre 2022].
4. ↑  Stone, Rolling; Stone, Rolling. «The 100 Best Songs of 2022» (en anglès americà), 05-12-2022. [Consulta: 6 desembre 2022].
5. ↑  «The 10 Best Songs of 2022» (en anglès). [Consulta: 6 desembre 2022].